# Martinhàs
Martinhàs (en francès Martignas-sur-Jalle) és un municipi francès situat al departament de la Gironda i a la regió de la Nova Aquitània.

## Demografia
| 1962                                       | 1968 | 1975  | 1982  | 1990  | 1999  | 2007  |
| ------------------------------------------ | ---- | ----- | ----- | ----- | ----- | ----- |
| 892                                        | 994  | 1.424 | 3.726 | 5.732 | 5.581 | 6.809 |
| Des de 1962: població sense dobles comptes |      |       |       |       |       |       |

## Administració
| Període | Identitat        | Partit |
| ------- | ---------------- | ------ |
| 2001-   | Michel Vernejoul | PS     |

## Agermanaments
- Santa Cruz de Bezana
- Nàuplia
- Foundiougne
- Aboyne